# Josef Heinrich (starosta)
Josef Heinrich (24. března 1821 Rybniště – 26. února 1881 tamtéž) byl rakouský podnikatel a politik německé národnosti z Čech, poslanec Českého zemského sněmu.

## Biografie
Působil jako člen obecní rady a starosta v Rybništi. Byl továrníkem. Od roku 1880 byl členem spolku Verein für Geschichte der Deutschen in Böhmen. Uvádí se jako starosta spojené obce Rybniště-Chřibská-Neudörfel.
V 80. letech se zapojil i do vysoké politiky. V doplňovacích zemských volbách v roce 1880 byl zvolen na Český zemský sněm, kde zastupoval kurii venkovských obcí, obvod Rumburk, Varnsdorf. Nastoupil místo Antona Christofa. Roku 1881 na mandát rezignoval a nahradil ho Anton Friedrich.
Zemřel v únoru 1881 ve věku 61 let.